# 牧冬彦
牧 冬彦（まき ふゆひこ、1922年（大正11年）12月2日 - 2006年12月25日）は、日本の実業家。神戸製鋼所元社長。神戸商工会議所会頭や関西経済連合会副会長などを務めた。大阪府出身。

## 評伝
茨木中学、旧制三高を経て、1944年9月に東京帝国大学法学部政治学科を卒業。出征し、終戦後にはシベリアで抑留生活を送った。帰国後、1948年3月に神戸製鋼所に入社。主に人事、労務など管理畑を歴任した。
1983年からの社長在任期間は、円高不況による業績低迷の中、高知工場などを閉鎖。一方で西神総合研究地区の整備を開始し、現在の神戸総合技術研究所の基礎を築いた。
1995年の阪神・淡路大震災では神戸商工会議所会頭として地元復興に尽力。阪神・淡路産業復興推進機構を創立し、理事長として産業復興に向けた規制緩和や減税措置を政府に訴えた。神戸ルミナリエの実行委員長なども務めた。
また経営破綻した兵庫銀行の受け皿として神戸財界の出資をまとめ、1995年10月のみどり銀行（現みなと銀行）設立を助けた。2006年に開港した神戸空港の建設実現にも注力した。

## 人物
囲碁を好み、日本経済新聞社の鶴田卓彦元社長とは囲碁を通じて親密だった。それ故に、日経が牧氏の推す神戸空港建設に批判的な社説を書いた際は鶴田社長へ抗議し、鶴田氏が当該の論説委員を更迭したという逸話がある。

## 略歴
- 1972年11月 神戸製鋼取締役
- 1975年5月 神戸製鋼常務
- 1977年6月 神戸製鋼専務
- 1979年6月 神戸製鋼副社長
- 1983年6月 神戸製鋼社長
- 1987年6月 神戸製鋼相談役
- 1999年12月 相談役退任

財界活動では、神戸経済同友会代表幹事（1980年4月～1982年4月）、関西経済連合会副会長（1988年9月～1991年11月）、神戸商工会議所会頭（1991年11月～1999年7月）などを歴任した。